# The Romance of a Movie Star
The Romance of a Movie Star er en britisk stumfilm fra 1920 af Richard Garrick.

## Medvirkende
- Violet Hopson som Vanna George
- Stewart Rome som Garry Slade
- Gregory Scott som Robert Arkwright
- Mercy Hatton som Cynthia Justice
- Cameron Carr som Philip Justice
- Violet Elliott som Mrs. Slade